# ReGLOSS
ReGLOSS（リグロス）は、ホロライブプロダクション傘下の「hololive DEV_IS」に所属する、日本の音楽アーティストVTuberグループである。メンバーは、火威青、音乃瀬奏、一条莉々華、儒烏風亭らでん、轟はじめの5人。

## 概要
挨拶は「Reach the top! We are ReGLOSS!」。「ReGLOSS」という名称には、「re（再び）」と「gloss（光沢をつける（彩る））」を組み合わせて、「世界を彩る」というテーマと意味が込められている。
メンバー一人ひとりがYouTubeをベースとした配信者として活動することに加えて、グループの活動として「歌とダンス」に挑戦し、成長を見せていくことを前面に押し出している。
従来のホロライブのVTuberと異なり、「全員が普通の人間」というキャラクター設定となっている。
ファンネームは「グロッサー」。

### 「hololive DEV_IS」
ReGLOSSが所属する「hololive DEV_IS」は、ホロライブプロダクション傘下に新設された女性VTuberグループであり、従来のhololiveやhololive INDONESIA、hololive Englishとは姉妹グループの位置づけとなっている。
「hololive DEV_IS」は、従来のVTuber活動に加え、何か一つの内容に特化した新たな「挑戦」をユニット単位で行い、視聴者と共に「成長」していくことをテーマにしている。そのため、従来よりもユニットでの活動を重視する。

### 「超VeryBad」（通称『ちょべりば』）
ReGLOSSのメンバーたちが集まるライブハウス。

## メンバー
○出典：hololive（ホロライブ）公式サイト
| 名前           | 誕生日  | 身長      | キャラクターデザイン | ファンネーム | デビュー配信日 |
| -------------- | ------- | --------- | -------------------- | ------------ | -------------- |
| 火威青         | 2月27日 | 171センチ | むっしゅ             | 読者         | 2023年9月9日   |
| 音乃瀬奏       | 4月20日 | 153センチ | gomzi                | 音の勢       | 2023年9月9日   |
| 一条莉々華     | 5月12日 | 162センチ | なかむら             | 秘書見習い   | 2023年9月9日   |
| 儒烏風亭らでん | 2月4日  | 159センチ | カオミン             | でん同士     | 2023年9月10日  |
| 轟はじめ       | 6月7日  | 155センチ | Aちき                | 真っす組     | 2023年9月10日  |

## 略歴
2023年9月9日、10日にデビューした。デビューに先だって、9月4日、デビューMVが公開された。
同月11日、デビュー曲『瞬間ハートビート』がリリースされた。同年10月末には、同曲MVの再生回数が250万回を突破した。
2024年9月28日、メンバー全員の3Dモデルが発表された。同日、3Dライブ「Reach the top！」を実施、最大同時視聴者数が20万人を超えた。同年11月6日、ファーストアルバム『ReGLOSS』がリリースされた。同月18日付のオリコンの「週間 合算アルバムランキング」で、同アルバムが8位を獲得した。

## 主な出演

### ライブ
- 「YouTube Music Weekend 8.0」（2024年8月23日、YouTube）[22][23]
- 「hololive 6th fes. Color Rise Harmony」DAY1（2025年3月8日、幕張メッセ）[24][25]

### イベント
- 「ReGLOSS ROOM Next Stage 公開録音 年末スペシャル！」（2024年12月29日、KT Zepp Yokohama）[26]

### インターネットラジオ
- 響ラジオステーション『ReGLOSS ROOM Next Stage』[27]（2024年4月 - 2025年3月）

### 雑誌
- 『VTuberスタイル』2023年10月号、アプリスタイル、2023年9月28日。ASIN B0CFQ3FFV3。 - 表紙、巻頭特集[28]
- 『コンプティーク』2024年10月号、KADOKAWA、2024年9月10日。ASIN B0D2DBYVVG。 - 「魔法少女ホロウィッチ!」とのW表紙、巻頭特集[29]

## タイアップ
- 2024年、Sho-Comi（小学館）で「ReGLOSS ―BadでGoodな日常―」を3号連続コミカライズ（ネーム原作：花まみも、作画：きみど莉央）及びインタビュー掲載など[30]
- 2025年1月、ファミリーマートでキャンペーンを実施[31][32]。
- スイーツパラダイス（2025年2月4日 - 3月16日） - コラボカフェ「ReGLOSS超VeryBar」を開催した[33][34]。
- PUBG MOBILE（2025年3月12日 - 4月12日） - ボイスカード[35]
- GiGO（2025年4月26日 - 6月8日） - 「ReGLOSS×GiGO キャンペーン」を開催[36]

## ディスコグラフィ
| 発売日        | タイトル                               | 品番     | 出典   |
| ------------- | -------------------------------------- | -------- | ------ |
| 2023年9月11日 | 瞬間ハートビート                       | CVRD-330 | [ 37 ] |
| 2024年3月24日 | シンメトリー                           | CVRD-398 | [ 38 ] |
| 2024年8月11日 | 泡沫メイビー                           | CVRD-454 | [ 39 ] |
| 2024年9月11日 | フィーリングラデーション               | CVRD-473 | [ 40 ] |
| 2025年3月10日 | サクラミラージュ                       | CVRD-545 | [ 41 ] |
| 2025年7月11日 | ミッドサマーシトラス                   | CVRD-594 | [ 42 ] |
| 2025年8月3日  | 落噺 (儒烏風亭らでん SOLO)             | CVRD-606 | [ 43 ] |
| 2025年8月10日 | Cheerful Vibes Echo (音乃瀬奏 SOLO)    | CVRD-616 | [ 44 ] |
| 2025年8月17日 | Happiness phenomenon (一条莉々華 SOLO) | CVRD-615 | [ 45 ] |

| 発売日         | タイトル                     | 品番     | 出典          |
| -------------- | ---------------------------- | -------- | ------------- |
| 2023年12月29日 | 瞬間ハートビート (SOLO ver.) | CVRD-382 | [ 46 ] [ 47 ] |

| 発売日        | タイトル | 品番     | 出典   |
| ------------- | -------- | -------- | ------ |
| 2024年11月6日 | ReGLOSS  | CVRD-492 | [ 48 ] |

| 公開日 | 公開日  | タイトル                 | リンク     |
| 年     | 月日    | タイトル                 | リンク     |
| ------ | ------- | ------------------------ | ---------- |
| 2023年 | 9月4日  | 瞬間ハートビート         | [ 動画 1 ] |
| 2024年 | 3月24日 | シンメトリー             | [ 動画 2 ] |
| 2024年 | 8月10日 | 泡沫メイビー             | [ 動画 3 ] |
| 2024年 | 9月10日 | フィーリングラデーション | [ 動画 4 ] |

### 動画
1. ↑  『ReGLOSS '瞬間ハートビート' OFFICIAL MV』2023年9月4日。2024年12月6日閲覧。
2. ↑  『ReGLOSS 'シンメトリー' OFFICIAL MV』2024年3月24日。2024年12月6日閲覧。
3. ↑  『ReGLOSS '泡沫メイビー' OFFICIAL MV』2024年8月10日。2024年12月6日閲覧。
4. ↑  『ReGLOSS 'フィーリングラデーション' OFFICIAL MV』2024年9月10日。2024年12月6日閲覧。